# 田秀
田秀（1483年—？），字子實，直隸鳳陽府壽州霍丘縣人，民籍，明朝政治人物。

## 生平
應天府鄉試第十九名舉人。正德十二年（1517年）中式丁丑科會試第七名，登第三甲第一百零六名進士。吏部观政，授直隶濬縣知县，调射洪县，升行太僕寺丞，致仕。

## 家族
曾祖田均玉；祖父田榮，曾任知县；父田㻞，曾任州判官。母傅氏。慈侍下。兄田仁、田禮。